# Kichijōji

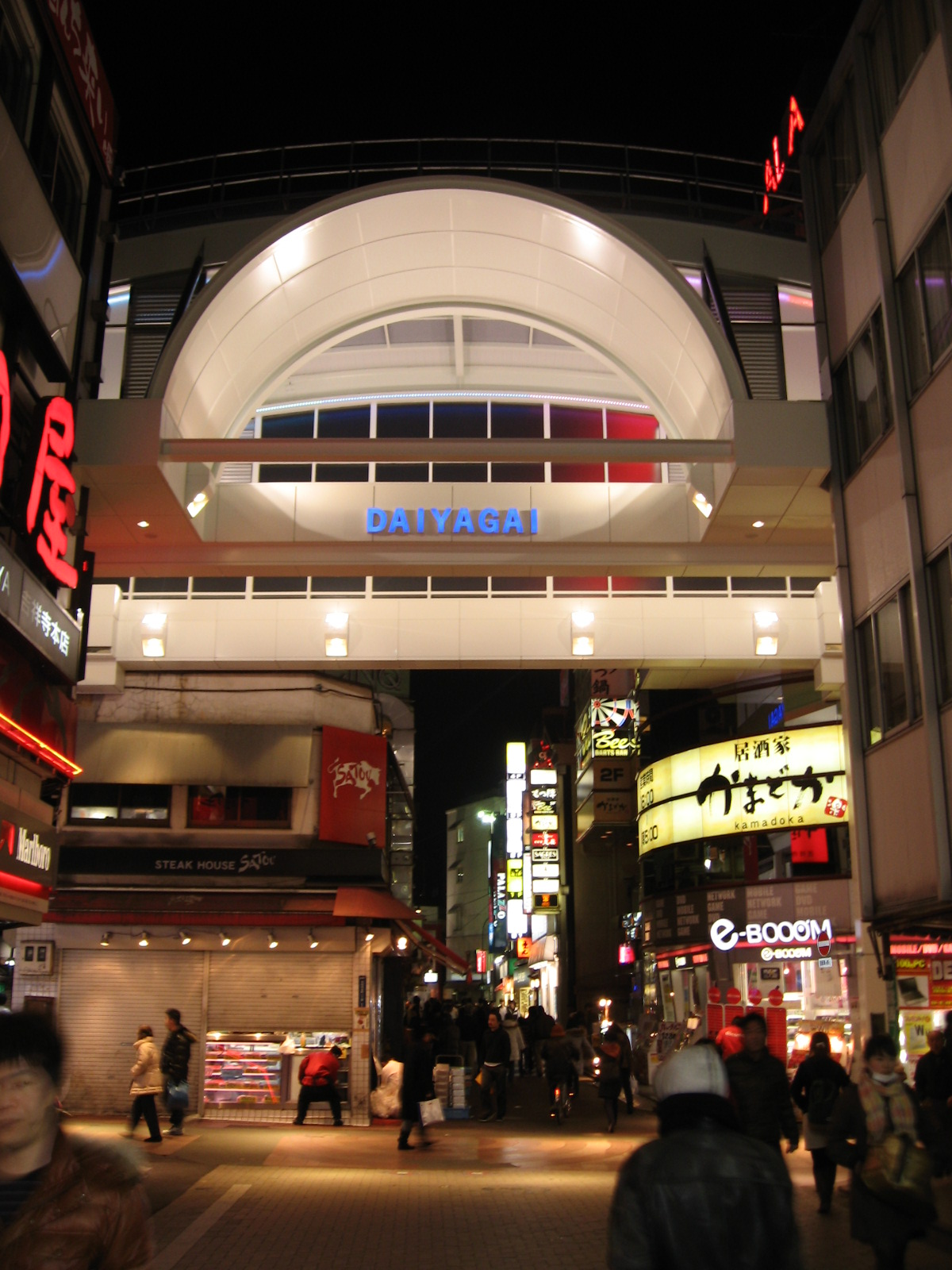
Einkaufsstraße Daiyagai am Abend.

Kichijōji (jap. 吉祥寺) ist ein Stadtviertel von Musashino, einer japanischen Stadt in der Präfektur Tokio. Kichijōji ist keine eigene Verwaltungseinheit, sondern der Name mehrerer Stadtteile von Musashino: Kita-chō (北町, dt. Stadtteil Nord), Higashi-chō (東町, dt. Stadtteil Ost), Minami- (南町, dt. Stadtteil Süd) und Hon-chō (本町, dt. Stadtteil Mitte).
Der Name stammt vom Tempel Kichijō-ji, welcher dem Großfeuer von 1658, einem der großen vier Brände in der Edo-Periode, zum Opfer fiel. Obwohl der Tempel an anderer Stelle neu aufgebaut wurde, behielt die Siedlung ihren Namen. Im Jahr 1889 wurde Kichijōji mit drei anderen Dörfern zu Musashino zusammengefasst und 1893 dem Hauptstadtgebiet angegliedert.
Im Ostteil liegt der Bahnhof Kichijōji, in dem die JR Chūō-Hauptlinie und Chūō-Sōbu-Linie und die Keiō Inokashira-Linie zusammentreffen.
Kichijōji gilt als hippes Wohnviertel, da es mit dem Chūō-Express nur 15 Minuten von Shinjuku entfernt liegt und viele Künstler und Ausländer anzieht und mit dem Inokashira-Park ein Naherholungsgebiet hat.
Um den Bahnhof herum liegt das Stadtzentrum mit der Sunroad-Passage, einigen Depāto, Cafés, Discount-Stores, guten Restaurants (neben Japanischer Küche mit u. a. Yakitori, Sushi, Fugu, hauptsächlich Chinesische, Französische und Italienische Küche).
Südlich des Bahnhofs liegt der Inokashira-Park. Am nordwestlichen Ende der Stadt befindet sich die Seikei-Universität.

## Geschichte
Der Bahnhof Kichijōji wurde im Jahre 1899 errichtet. Erst nach dem Zweiten Weltkrieg begann allmählich die Entwicklung als beliebter Treffpunkt durch Ansiedlung von Märkten und Kaufhäusern um den Bahnhof. In den 1960er Jahren entstanden die ersten Groß-Kaufhäuser, in den 1970er Jahren sammelten sich dann Jazz-Cafés und Jazzclubs an. Die Jazz-Szene ist mittlerweile nach Asagaya weitergezogen, aber durch die Kunsthochschule Musashino konnte Kichijōji seinen Namen als Künstlerviertel beibehalten.